# Organización territorial de Senegal

Regiones de Senegal.

Departamentos de Senegal.

La organización territorial de Senegal es en: regiones, departamentos, distritos y comunas. Senegal se divide en 14 regiones (en francés: régions, singular - région) y cuyas capitales regionales tienen el mismo nombre que sus respectivas regiones. Estas se dividen en departamentos, cuyos nombres también coinciden con sus capitales, y estos a su vez en distritos y comunas.

## Regiones
Senegal se encuentra, desde 2009, subdividido en 14 regiones:
- Dakar
- Diourbel
- Fatick
- Kaffrine
- Kolda
- Kédougou
- Louga
- Matam
- Saint-Louis
- Tambacounda
- Kaolack
- Sédhiou
- Thiès
- Ziguinchor

## Departamentos
Con la modificación territorial de 2008, Senegal se divide en 45 departamentos, que a su vez se subdividen en distritos y comunas.